# Kuzmičevo
Kuzmičevo (en serbe cyrillique : Кузмичево) est un village de Serbie situé sur le territoire de la Ville de Novi Pazar, district de Raška. Au recensement de 2011, il comptait 99 habitants.

## Démographie
| 1948 | 1953 | 1961 | 1971 | 1981 | 1991 | 2002 | 2011 |
| ---- | ---- | ---- | ---- | ---- | ---- | ---- | ---- |
| 341  | 393  | 383  | 304  | 247  | 185  | 133  | 99   |

|  |